# Levenskerk
De Levenskerk is een voormalige parochiekerk in de plaats Oisterwijk in de Nederlandse provincie Noord-Brabant. Het kerkgebouw is gelegen aan de Le Sage Ten Broeklaan 2.

## Geschiedenis
Deze parochie splitste zich af van de Joannesparochie. In 1966 werd de parochie opgericht en werd een kerk gebouwd naar ontwerp van A. van Merendonk. Deze parochie bediende de Bunder, een uitbreidingswijk ten zuiden van de kom en was de vierde katholieke kerk in Oisterwijk. Het was een betrekkelijk onopvallende zaalkerk. 
In 2017 werd de kerk onttrokken aan de eredienst. Ze kwam nu in gebruik bij een sport- en zorgatelier dat de kerk huurde van de parochie.

## Benaming
De naam "Levenskerk" is afgeleid van Christus vita, wat in het Latijn "Jezus leeft!" betekent.